# قائمة الغارات الجوية خلال الحرب الإيرانية الإسرائيلية
هذه قائمة بـالغارات الجوية والقصف خلال حرب إيران–إسرائيل. بدأت الحرب في 13 يونيو 2025، عندما شنت إسرائيل هجمات على أكثر من اثني عشر موقعًا في جميع أنحاء إيران. تحت الاسم الرمزي عملية الأسد الصاعد، قامت قوات الدفاع الإسرائيلية (IDF) والموساد بمهاجمة مواقع نووية رئيسية، ومنشآت عسكرية، ومناطق سكنية، بما في ذلك عمليات اغتيال مستهدفة لعناصر عسكرية ومدنية، قُتل كثير منهم في منازلهم أو خلال اجتماعات.
بدأت إيران، مساء 13 يونيو، بشن ضربات انتقامية ضد إسرائيل تحت الاسم الرمزي عملية الوعد الصادق 3. تضمنت العملية استخدام صواريخ باليستية وطائرات مسيّرة لاستهداف مواقع عسكرية واستخباراتية ومناطق سكنية.
هددت إيران أيضًا باستهداف القواعد العسكرية الأمريكية والبريطانية والفرنسية في حال تقديمها الدعم لإسرائيل.

## القائمة

### عملية الأسد الصاعد

#### منشآت نووية
| هدف الغارة الجوية                         | معلومات الأضرار |
| ----------------------------------------- | --- |
| منشأة نطنز النووية                        | تم تدمير مبنى "منشأة تخصيب الوقود التجريبية" (PFEP)، وهو مبنى متعدد الطوابق يحتوي على آلاف أجهزة الطرد المركزي المتقدمة لتخصيب اليورانيوم بنسبة 60%، بثلاث ضربات مرئية على الأقل في صور الأقمار الصناعية. ذكرت المعهد الملكي للخدمات المتحدة أن التدمير قد يكون سببه قنابل اختراق التحصينات مثل GBU-31(V)3 أو جي بي يو-28. وأشار معهد دراسة الحرب إلى أن ما لا يقل عن خمس مناطق ضمن المنشأة تعرضت للدمار أو الضرر. |
| منشأة نطنز النووية                        | تم تدمير محطة كهرباء فرعية تزود المنشأة بالطاقة، مما أدى إلى انقطاع كامل للكهرباء. كما دُمرت المولدات الاحتياطية. ومن المحتمل أن أجهزة الطرد المركزي الحساسة تضررت بشكل بالغ نتيجة فقدان الطاقة المفاجئ. |
| منشأة نطنز النووية                        | وقعت أضرار كبيرة في أنظمة الدفاع الجوي المحيطة بالمنشأة. |
| مركز أصفهان للتقنية النووية               | تضررت أو دُمرت منشأة إنتاج اليورانيوم المعدني. |
| مركز أصفهان للتقنية النووية               | تعرضت منشأة تحويل اليورانيوم، المستخدمة لإعادة تحويل اليورانيوم المخصب لإنتاج الوقود النووي، لأضرار. |
| مركز أصفهان للتقنية النووية               | تعرض مصنع تصنيع صفائح الوقود لأضرار. |
| مركز أصفهان للتقنية النووية               | أعلنت الوكالة الدولية للطاقة الذرية أن مبنى "حيوي" رابع في المركز قد تضرر، دون تحديد المبنى. |
| مجمع أراك النووي                          | دُمر مبنى الاحتواء الخاص بمفاعل مفاعل أراك للماء الثقيل في 19 يونيو، إلى جانب أبراج التقطير المجاورة المستخدمة في إنتاج الماء الثقيل. |
| منشأة فردو لتخصيب اليورانيوم              | ذكرت منظمة الطاقة الذرية الإيرانية أن الموقع تعرض لهجوم جوي في 12 يونيو، وقد تسببت الضربة في أضرار محدودة. بينما نفت قوات الدفاع الإسرائيلية شنّ الهجوم. ذكرت بي بي سي أنه "لا يوجد ضرر مرئي" في المنشأة حتى 15 يونيو. |
| منشأة فردو لتخصيب اليورانيوم              | في 16 يونيو، استُهدفت المنشأة مجددًا بضربة جوية إسرائيلية لم تُسبب أضرارًا، لكنها فعّلت حساسات الزلازل المجاورة. |
| مجمع بارشين العسكري                       | تسببت عدة ضربات في 12 و15 يونيو في أضرار بالمجمع الذي يُستخدم في تطوير وتصنيع المتفجرات والذخائر المتقدمة، بما في ذلك صواريخ باليستية. وكان هدفًا لهجمات إسرائيلية سابقة في أكتوبر 2024. |
| شركة تقنية الطرد المركزي الإيرانية (TESA) | ألحقت الغارات الإسرائيلية أضرارًا بمبنيين في كرج يستخدمان لتصنيع مكونات أجهزة طرد مركزي. |
| مركز\|طهران للأبحاث النووية               | ألحقت غارة إسرائيلية أضرارًا بمبنى يُستخدم لتصنيع واختبار دوارات أجهزة الطرد المركزي المتقدمة. |
| جامعة الإمام الحسين                       | استُهدِف مبنى في الجامعة التي تتبع لـالحرس الثوري الإيراني، وتضم أساتذة يعملون ضمن البرنامج النووي الإيراني العسكري. |

#### منشآت أسلحة كيميائية
| هدف الغارة الجوية | معلومات الأضرار |
| ----------------- | --- |
| مجمع الشهيد ميسمي | تم تدمير مبنيين ضمن المجمع الذي يقع في كرج ويُستخدم في أبحاث الهندسة الكيميائية في إطار برنامج الأسلحة الكيميائية الإيراني. |

#### اغتيالات مستهدفة
| الهدف                     | تفاصيل الضربة                                                                                           |
| ------------------------- | --- |
| محمد باقري                | قُتل رئيس الأركان العامة للقوات المسلحة الإيرانية في ضربة جوية إسرائيلية في 13 يونيو.                    |
| حسين سلامي                | قائد الحرس الثوري الإيراني قُتل في غارة يوم 13 يونيو.                                                    |
| غلام علي رشيد             | قائد مقر خاتم الأنبياء قُتل في غارة 13 يونيو.                                                            |
| أمير علي حاجي زاده        | قائد القوة الجوفضائية للحرس الثوري قُتل في غارة يوم 13 يونيو.                                            |
| داوود شيخيان              | قائد دفاعات الحرس الجوي قُتل في غارة 13 يونيو.                                                           |
| غلام رضا مهرابي           | نائب رئيس استخبارات الأركان قُتل في 13 يونيو.                                                            |
| مهدي رباني                | نائب العمليات في الأركان العامة قُتل في 13 يونيو.                                                        |
| حسن محقق                  | نائب رئيس استخبارات الحرس الثوري قُتل في 15 يونيو.                                                       |
| محمد كاظمي                | عميد في استخبارات الحرس الثوري، قُتل في 15 يونيو. عُين قائدًا لجهاز الاستخبارات في 2022.name="ISWJune15"/> |
| علي شادماني               | قائد مقر خاتم الأنبياء، قُتل في قلب طهران في 17 يونيو.                                                   |
| فريدون عباسي              | عالم نووي إيراني، قُتل في 13 يونيو.                                                                      |
| سعيد برجي                 | عالم نووي إيراني، قُتل في 13 يونيو.                                                                      |
| أحمد رضا ذوالفقاري درياني | عالم نووي إيراني، قُتل في 13 يونيو.                                                                      |
| عبد الحميد منوچهر         | عالم نووي إيراني، قُتل في 13 يونيو.                                                                      |
| محمد مهدي طهرانجي         | عالم نووي إيراني، قُتل في 13 يونيو.                                                                      |
| سيد أمير حسين فقهي        | عالم نووي إيراني، قُتل في 14 يونيو.                                                                      |
| أكبر مطلبی زاده           | عالم نووي إيراني، قُتل في 14 يونيو.                                                                      |

#### مواقع حكومية
| هدف الغارة الجوية                                       | معلومات الأضرار |
| ------------------------------------------------------- | --- |
| وزارة الدفاع الإيرانية                                  | تعرض مقر وزارة الدفاع الإيرانية لأضرار. وذكرت القوات الجوية الإسرائيلية أن الوزارة، التي تتبع رئيس إيران وليس القائد الأعلى للقوات المسلحة الإيرانية، كانت مسؤولة عن دفع البرنامج النووي الإيراني. |
| منظمة الابتكار والبحث الدفاعي                           | تضرر مبنى منظمة الابتكار والبحث الدفاعي (SPND)، وهي نظيرة إيرانية لوكالة مشاريع البحوث الدفاعية المتقدمة داربا في الولايات المتحدة.                                                                |
| وزارة الخارجية الإيرانية                                | تعرضت مكتبة وزارة الخارجية الإيرانية في طهران لأضرار واشتعال حريق عقب غارة جوية. |
| وزارة العدل الإيرانية                                   | تعرض مبنى وزارة العدل في غرب طهران لأضرار شديدة وتحطم كامل للنوافذ. |
| وزارة الاستخبارات الإيرانية                             | تعرض مبنى وزارة الاستخبارات في طهران لأضرار نتيجة غارة جوية. |
| قيادة الشرطة في جمهورية إيران الإسلامية                 | تعرض مقر قيادة الشرطة في جمهورية إيران الإسلامية في طهران لأضرار. |
| مبنى هيئة الإذاعة والتلفزيون في جمهورية إيران الإسلامية | تسببت الغارات الإسرائيلية في اشتعال النيران وأضرار جسيمة في مقر هيئة الإذاعة والتلفزيون في جمهورية إيران الإسلامية (IRIB) في طهران، مما أدى إلى انقطاع البث المباشر.                               |

#### منشآت عسكرية

##### مقرات
| هدف الغارة الجوية         | معلومات الأضرار                                                                             |
| ------------------------- | ------------------------------------------------------------------------------------------- |
| مقر الحرس الثوري الإسلامي | تعرض مقر الحرس الثوري الإسلامي في طهران لأضرار. وأُعلن عن مقتل شخص واحد على الأقل في الغارة. |
| مقر فيلق القدس            | تعرض مقر فيلق القدس، أحد أفرع الحرس الثوري الإيراني، لأضرار في طهران.                       |
| مقر البسيج                | تضرر مقر البسيج، أحد أفرع الحرس الثوري، شمال أصفهان.                                        |
| مقر الحرس الثوري في خمين  | تعرض المقر الإقليمي للحرس الثوري في خمين لأضرار.                                            |

##### القواعد الجوية
| هدف الغارة الجوية           | معلومات الأضرار |
| --------------------------- | --- |
| القاعدة الجوية الثانية      | تم تدمير عدة مبانٍ في مطار تبريز شهيد مدني الدولي، الذي يخدم كقاعدة جوية تكتيكية ثانية لسلاح الجو الإيراني. تستضيف القاعدة أسرابًا تستخدم مقاتلات ميغ-29 ونورثروب F-5. تحتوي القاعدة أيضًا على أنظمة دفاع جوي من نوع SA-6 Gainful. |
| القاعدة الجوية الثانية      | تم تدمير مدرج القاعدة، مما حال دون تدخل الطائرات الإيرانية في العمليات الإسرائيلية. |
| قاعدة همدان الجوية          | تضرر أحد هنغارات الطائرات الذي يضم مقاتلات F-4 فانتوم تابعة للسرب 31 المقاتل. |
| قاعدة همدان الجوية          | تم تدمير الرادار في القاعدة. |
| القاعدة الجوية الأولى       | تعرض مطار مهرآباد الدولي، الذي يُستخدم أيضًا كقاعدة جوية للقوات الجوية الإيرانية، لضربات صاروخية تسببت في اشتعال النار في هنغار خاص بالطائرات الحربية.                                                                            |
| القاعدة الجوية الأولى       | في هجوم منفصل، تم تدمير طائرتي غرومان F-14 توم كات على أرض المطار. |
| مطار أسدآباد                | تم تدمير عدة صواريخ حاج قاسم متوسطة المدى على قواعد إطلاقها على مدرج المطار بالقرب من قرية بوجين. |
| القاعدة الجوية الرابعة عشرة | تم تدمير طائرة للتزود بالوقود جواً، مما أدى إلى انفجار وحريق كبير. يقع المطار على بُعد 2,300 كيلومتر (1,400 ميل) من الأراضي الإسرائيلية، وهو أعمق اختراق جوي في العمق الإيراني منذ بداية النزاع.                                  |
| قاعدة خاتمي الجوية          | تعرضت قاعدة خاتمي الجوية لأضرار. تحتوي القاعدة على مقاتلات F-14A/AM توم كات، وطائرات تدريب FT-7N، وطائرات بيلياتوس PC-7. |

##### قواعد الصواريخ
| هدف الغارة الجوية                         | معلومات الأضرار |
| ----------------------------------------- | --- |
| قاعدة صواريخ أمند                         | تضررت عدة مبانٍ في القاعدة كانت تحتوي على صواريخ قدر-110 متوسطة المدى بشكل كبير. وقع انفجار وحريق في القاعدة بعد ثلاثة أيام من الغارة الإسرائيلية. |
| قاعدة دفاع جوي صاروخي قرب طهران           | ألحقت الموساد أضرارًا بقاعدة الدفاع الجوي للصواريخ الباليستية الإيرانية جنوب طهران عبر طائرة مسيّرة. |
| مواقع إطلاق صواريخ الحرس الثوري قرب تبريز | دُمرت موقعان لإطلاق صواريخ تابعة للحرس الثوري الإيراني قرب تبريز في محافظة أذربيجان الشرقية. |
| منشأة كرمـانشاه تحت الأرض للصواريخ        | تعرضت منشأة كرمـانشاه تحت الأرض للصواريخ، التابعة لقوات الجوفضاء بالحرس الثوري الإيراني، للتدمير الكامل. المنشأة تضم صواريخ قيام 1 وفاتح-110. أدت الضربات إلى انهيار مداخل وسيلو إطلاق الصواريخ. وأكد معهد دراسة الحرب (ISW) تدمير عدة مبانٍ ومستودعات أنفاق لتخزين الصواريخ والمعدات. في المجمل، استُهدفت 10 مواقع ضمن المنشأة. |
| قاعدة صواريخ بيد غانه                     | تم تدمير مبنيين يحتمل أنهما كانا يحتويان على صواريخ باليستية متوسطة المدى. |
| قاعدة صواريخ خمين                         | تم تدمير منشأة عبور داخل القاعدة، تستخدم لنقل الصواريخ والمعدات ذات الصلة بكفاءة. |
| قاعدة صواريخ خرم آباد                     | تضررت عدة مبانٍ للإطلاق والتخزين والإدارة في قاعدة خرم آباد، والتي تضم أنفاقًا ومخازن صواريخ باليستية وكروز. |
| قاعدة صواريخ شيراز                        | استهدفت إسرائيل القاعدة في 13 و15 يونيو، ولم يُسجل أضرار كبيرة، لكن اندلعت حرائق نباتية في محيطها. |
| منشأة إنتاج وقود الصواريخ في گرمسار       | تعرضت منشأة إنتاج وقود الصواريخ في گرمسار لأضرار. |
| قاعدة صواريخ طهراني مقدم                  | تعرضت القاعدة لأضرار واسعة بعد تسع غارات جوية إسرائيلية. |
| قاعدة صواريخ نجف آباد                     | تضررت القاعدة التي يديرها الحرس الثوري الإيراني جراء عدة غارات إسرائيلية. |
| مجمع إنتاج صواريخ خجير                    | أصابت الضربات الإسرائيلية مجمع خجير، الذي ينتج صواريخ وقود صلب وسائل، وتسببت بانفجار وحريق كبير. |
| ثكنة الشهيد سلطاني                        | تضررت ثكنة الشهيد سلطاني قرب إشتـهارد، وهي منشأة تخزين وإنتاج صواريخ تابعة للحرس الثوري الإيراني وتضم صواريخ شهاب-3 وقيام وفاتح وفتح. |

##### قواعد عسكرية أخرى
| هدف الغارة الجوية                                     | معلومات الأضرار |
| ----------------------------------------------------- | --- |
| الفرقة 29 "نبي أكرم" قوات البر بالحرس الثوري الإيراني | دُمر مستودع ذخيرة تابع للفرقة 29 "نبي أكرم" للقوات البرية بالحرس الثوري الإيراني في محافظة كرمانشاه.                                                                          |
| قاعدة الحرس الثوري في زنجان                           | تسببت غارة في أضرار واندلاع حريق وانفجار في ثكنة الحرس الثوري بـزنجان. |
| مستودع ذخيرة في قم                                    | استُهدف مستودع ذخيرة في مدينة قم، مما أدى إلى حريق وانفجار. |
| موقع دفاع جوي "حضرة معصومة"                           | تم تدمير موقع دفاع جوي "حضرة معصومة"، وقُتل عقيد في الجيش الإيراني في الغارة. الموقع مسؤول عن حماية منشأة فردو لتخصيب الوقود النووي.                                          |
| مجموعة الدفاع الجوي في خنداب                          | أسفرت غارة على مجموعة الدفاع الجوي في خنداب عن مقتل ضابطين. تُعد هذه المجموعة مسؤولة عن حماية مفاعل الماء الثقيل في مجمّع أراك النووي.                                         |
| وحدة "حضرة روح الله" التابعة للحرس الثوري             | أسفرت غارة في خمين عن مقتل 6 عناصر من القوات البرية بالحرس الثوري الإيراني، و2 من البسيج، و5 من وحدة الدفاع الجوي "حضرة معصومة"، و3 من قوات الجوفضاء بالحرس الثوري الإيراني. |
| قاعدة پيرانشهر العسكرية                               | تعرضت القاعدة لأضرار كبيرة بعد استهداف رادار يديره الحرس الثوري. |
| قاعدة "قازانجي" العسكرية                              | تضررت القاعدة، المخصصة لإطلاق الصواريخ الباليستية في كرمانشاه، بعدة غارات جوية.                                                                                              |
| قاعدة الأهواز العسكرية                                | تضررت القاعدة التابعة للحرس الثوري في الأهواز بمحافظة خوزستان. |
| مستودع ذخيرة في دزفول                                 | تم تدمير مستودع ذخيرة تابع للحرس الثوري في دزفول. |
| القاعدة البحرية في عبادان                             | تضررت أو دُمّرت قاعدة بحرية إيرانية قرب مدينة عبادان. |
| اللواء 216 المدرع التابع لقوات البر بالحرس الثوري     | تم تدمير مستودع ذخيرة للواء 216 المدرع في زنجان. |
| قاعدة للحرس الثوري في سردشت (أذربيجان الغربية)        | تم استهداف قاعدة غير محددة للحرس الثوري. |
| مخازن صواريخ الحرس الثوري في كرمانشاه                 | دُمرت مخزنان للصواريخ تابعة للحرس الثوري في مناطق سكنية بـكرمانشاه، ما أدى إلى اندلاع حرائق.                                                                                  |
| الفرقة 8 "نجف أشرف" المدرعة                           | تضررت ثكنة الفرقة المدرعة الثامنة "نجف أشرف" التابعة لقوات البر بالحرس الثوري في نجف آباد.                                                                                   |
| ثكنة الشهيد خرازي                                     | تضررت ثكنة الشهيد خرازي التابعة للحرس الثوري قرب شاهين شهر. |

##### منشآت الرادار
| هدف الغارة الجوية                             | معلومات الأضرار |
| --------------------------------------------- | --- |
| رادار "غدير" التابع للحرس الثوري في مدينة قدس | تضرر رادار غدير المصفوف التابع للحرس الثوري والموجه نحو غرب طهران.                                                                                         |
| موقع رادار "صباشي"                            | تم تدمير موقع رادار "صباشي" الواقع في منطقة "خاتم الأنبياء" للدفاع الجوي الغربي في محافظة همدان، والذي كان يعمل كمركز قيادة لأنظمة الدفاع الجوي الإيرانية. |

##### أهداف عسكرية أخرى
| هدف الغارة الجوية                                   | معلومات الأضرار |
| --------------------------------------------------- | --- |
| صناعات شيراز الإلكترونية                            | تضرر مبنى صناعات شيراز الإلكترونية في شيراز بمحافظة فارس. اندلع حريق صاحبه دخان أسود. أفاد معهد دراسة الحرب بأن المبنى كان ينتج معدات رادار وحرب إلكترونية منها نظام "قمر" ثلاثي الأبعاد للملاحة الجوية. |
| مصنع ذخيرة في أصفهان                                | تم تدمير مصنع ذخيرة في أصفهان يُستخدم لإنتاج الطائرات المسيّرة الانتحارية والصواريخ الباليستية. |
| شركة دعم وصيانة الطائرات المروحية الإيرانية (PANHA) | تضرر مبنى الشركة في طهران. وهي تتبع وزارة الدفاع وإسناد القوات المسلحة الإيرانية. |
| شركة صناعات الطائرات الإيرانية                      | تضررت الشركة الواقعة في شاهين شهر بمحافظة أصفهان. |

#### منشآت نفط ووقود
| هدف الغارة الجوية  | معلومات الأضرار                                                                     |
| ------------------ | ----------------------------------------------------------------------------------- |
| حقل بارس الجنوبي   | استهدفت إسرائيل منشأة معالجة غاز طبيعي في حقل بارس الجنوبي ما أدى إلى انفجار وحريق. |
| مصفاة غاز فجر جم   | استهدفت المصفاة في محافظة بوشهر، ما تسبب في اندلاع حريق.                            |
| مستودع نفط شهران   | استُهدف مستودع النفط في شهران شمال طهران، ما أدى إلى نشوب حريق.                      |
| مصفاة نفط "شهر ري" | استُهدفت المصفاة الواقعة جنوب طهران، وهي من أكبر مصافي النفط في إيران.               |
| مصفاة نفط نجف آباد | استهدفت إسرائيل مصفاة النفط في نجف آباد.                                            |

#### هجمات على أهداف مدنية
| هدف الغارة الجوية            | معلومات الأضرار |
| ---------------------------- | --- |
| مبنى سكني قرب ساحة "نوبنياد" | أُصيب مبنى سكني مكون من 14 طابقًا في شمال شرق طهران، وانهيار جزء منه. ذكرت "نيويورك تايمز" أن قسمًا من المبنى "انشق إلى نصفين". وأفادت إذاعة جمهورية إيران الإسلامية بمقتل 60 شخصًا بينهم 20 طفلًا. |
| مصنع فردا موتورز في بروجرد   | وقعت "أضرار جسيمة" في مصنع فردا موتورز بمدينة بروجرد. وذكر معهد دراسة الحرب أن العلاقة بين المصنع والجهات العسكرية الإيرانية "غير مؤكدة".                                                      |
| مبنى في قصر شيرين            | استُهدف مبنى في قصر شيرين. |

### عملية الوعد الصادق 3

#### منشآت عسكرية إسرائيلية
| هدف الغارة الجوية                      | معلومات الأضرار |
| -------------------------------------- | --- |
| الكرياه                                | أصاب صاروخ باليستي منطقة بالقرب من مقر جيش الدفاع الإسرائيلي في تل أبيب وألحق أضرارًا بها. |
| مدرسة الاستخبارات العسكرية الإسرائيلية | تم تدمير مبنى يضم مدرسة الاستخبارات العسكرية الإسرائيلية ومنشآت لوجستية تابعة للجيش في "معسكر موشيه ديان" في تل أبيب. أطلقت إيران 4 صواريخ على المنشأة، وفشلت منظومات الدفاع الإسرائيلي في اعتراضها. |

#### مواقع حكومية إسرائيلية
| هدف الغارة الجوية                     | معلومات الأضرار |
| ------------------------------------- | --- |
| مكتب وزارة الداخلية (إسرائيل) في حيفا | في 20 يونيو، تضرر برج حكومي مرتفع في حيفا دون إصابة مباشرة. وتضرر مسجد قديم بالقرب من المبنى. أُصيب 3 مدنيين في الضربات الصاروخية على حيفا. |

#### مصالح أمريكية
| هدف الغارة الجوية                      | معلومات الأضرار |
| -------------------------------------- | --- |
| مكتب فرعي للسفارة الأمريكية في تل أبيب | تسببت موجة الانفجار الناتجة عن سقوط صاروخ باليستي إيراني في تل أبيب بأضرار طفيفة بمكتب السفارة الفرعي، دون تسجيل إصابات وفقًا لتصريح السفير الأمريكي مايك هاكابي. |
| القنصلية الأمريكية العامة في أربيل     | أسقطت الولايات المتحدة طائرتين مسيّرتين قرب قنصليتها في أربيل، العراق.                                                                                            |

#### المستشفيات
| هدف الغارة الجوية | معلومات الأضرار |
| ----------------- | --- |
| مركز سوروكا الطبي | تعرّض مركز سوروكا الطبي، وهو المستشفى الرئيسي في جنوب إسرائيل، لضربة بصاروخ باليستي، مما أدى إلى توقفه عن استقبال المرضى باستثناء الحالات الحرجة. أُصيب ستة أشخاص بجروح خطيرة، واثنان بجروح متوسطة، و60 بجروح طفيفة نتيجة الشظايا والصدمات، منهم 16 أثناء توجههم إلى الملاجئ.[بحاجة لمصدر] |

#### مراكز الأبحاث
| هدف الغارة الجوية                  | معلومات الأضرار |
| ---------------------------------- | --- |
| معهد وايزمان للعلوم                | تعرّض معهد وايزمان للعلوم في رحوفوت لضربة بصاروخ باليستي ألحقت أضرارًا بعدة مختبرات بحثية. وقد استُهدف المعهد مجددًا في 20 يونيو.                                                                 |
| حديقة تقنيات نيجف المتقدمة غاف-يام | تعرّضت الحديقة التكنولوجية "غاف-يام" في بئر السبع لقصف في 20 يونيو. وادّعت إيران أن أشخاصًا "يتعاونون مباشرة مع أجهزة الأمن الإسرائيلية في مجالات التجسس والذكاء الاصطناعي" يتواجدون في المنطقة. |

#### منشآت النفط والطاقة والخدمات
| هدف الغارة الجوية              | معلومات الأضرار                                                                                                 |
| ------------------------------ | --- |
| مجمع مصافي بازان للنفط         | قُتل ثلاثة أشخاص جراء استهداف المجمع بالصواريخ الباليستية، ما أدى إلى اندلاع حريق كبير وإغلاق المصافي بشكل كامل. |
| محطة كهرباء حيفا               | ضرب صاروخان باليستيان إيرانيان محطة كهرباء حيفا، ما تسبب بأضرار وحريق.                                          |
| منشأة لمعالجة مياه الصرف الصحي | ضرب صاروخ باليستي إيراني منشأة لمعالجة مياه الصرف الصحي في هرتسليا.[بحاجة لمصدر أفضل]                           |

#### هجمات على المدنيين
بالإضافة إلى الهجمات الإسرائيلية على أهداف مدنية في إيران والمبينة أعلاه هناك ايضا في المقابل هجمات إيرانية طالت مدنيين إسرائيليين.
| هدف الغارة الجوية       | معلومات الأضرار |
| ----------------------- | --- |
| بات يام                 | ضرب صاروخ باليستي مبنى سكني في بات يام، ما أسفر عن مقتل تسعة أشخاص وإصابة أكثر من 100 آخرين. وتضررت 61 مبنى آخر في المنطقة المجاورة، وأُصيب نحو 200 شخص وفقًا لـMDA. |
| مبنى سكني في تمرة       | قُتل أربعة من عرب 48 بينهم امرأة وابنتاها وأحد الأقارب، جراء سقوط صاروخ على مبنى سكني في تمرة.                                                                      |
| مبانٍ سكنية في رمات غان  | ضرب صاروخ مبنى في رمات غان ما أسفر عن مقتل امرأة. واحترقت عدة سيارات وتضررت 3 منازل إضافية، وذُكر أن تسعة مبانٍ دُمّرت بالكامل، وشُرّد نحو 100 شخص.                      |
| مبانٍ في ريشون لتسيون    | ضرب صاروخ عدة منازل، ما أدى إلى مقتل شخصين وإصابة ما لا يقل عن 17 آخرين.                                                                                           |
| مبنى سكني في حيفا       | أُصيب مدنيان جراء سقوط صاروخ على مبنى في حيفا. |
| المنطقة الشمالية        | تم اعتراض صاروخ لكنه سقط في المنطقة الشمالية وتسبب بأضرار طفيفة.                                                                                                   |
| الخليل، الضفة الغربية   | أطلق الحوثيون في اليمن صاروخًا على الخليل ما أدى إلى إصابة خمسة فلسطينيين بينهم ثلاثة أطفال.                                                                        |
| بيتاح تيكفا             | قُتل أربعة أشخاص إثر سقوط صاروخ على مبنى مكون من 20 طابقًا في بيتاح تيكفا فجر 16 يونيو.                                                                              |
| بني براك                | قُتل شخص في هجوم صاروخي على بني براك. |
| تل أبيب                 | ضرب صاروخان المدينة في 16 يونيو، مما أسفر عن "بعض الإصابات" وأضرار مادية جسيمة.                                                                                    |
| الحي المالي في رمات غان | ضرب صاروخ الحي المالي في رمات غان في 19 يونيو. وأصيب شخصان بجروح خطيرة و20 آخرون بجروح طفيفة.                                                                      |
| مبانٍ في حولون           | ضرب صاروخ مجمعًا سكنيًا متعدد الطوابق في 19 يونيو، ما أسفر عن إصابة 16 شخصًا بينهم 4 إصابات خطيرة.                                                                    |
| بيت شآن                 | أُصيب مبنى سكني في 21 يونيو بطائرة مسيّرة. |

## خرائط
- الغارات الإسرائيلية على منشأة نطنز النووية
- الغارات الإسرائيلية على مركز أصفهان للتكنولوجيا النووية
- القصف الإيراني على مدرسة الاستخبارات العسكرية الإسرائيلية
- ضربة صاروخية إيرانية ضد مدنيين في رمات غان